# 亞布盧內茨

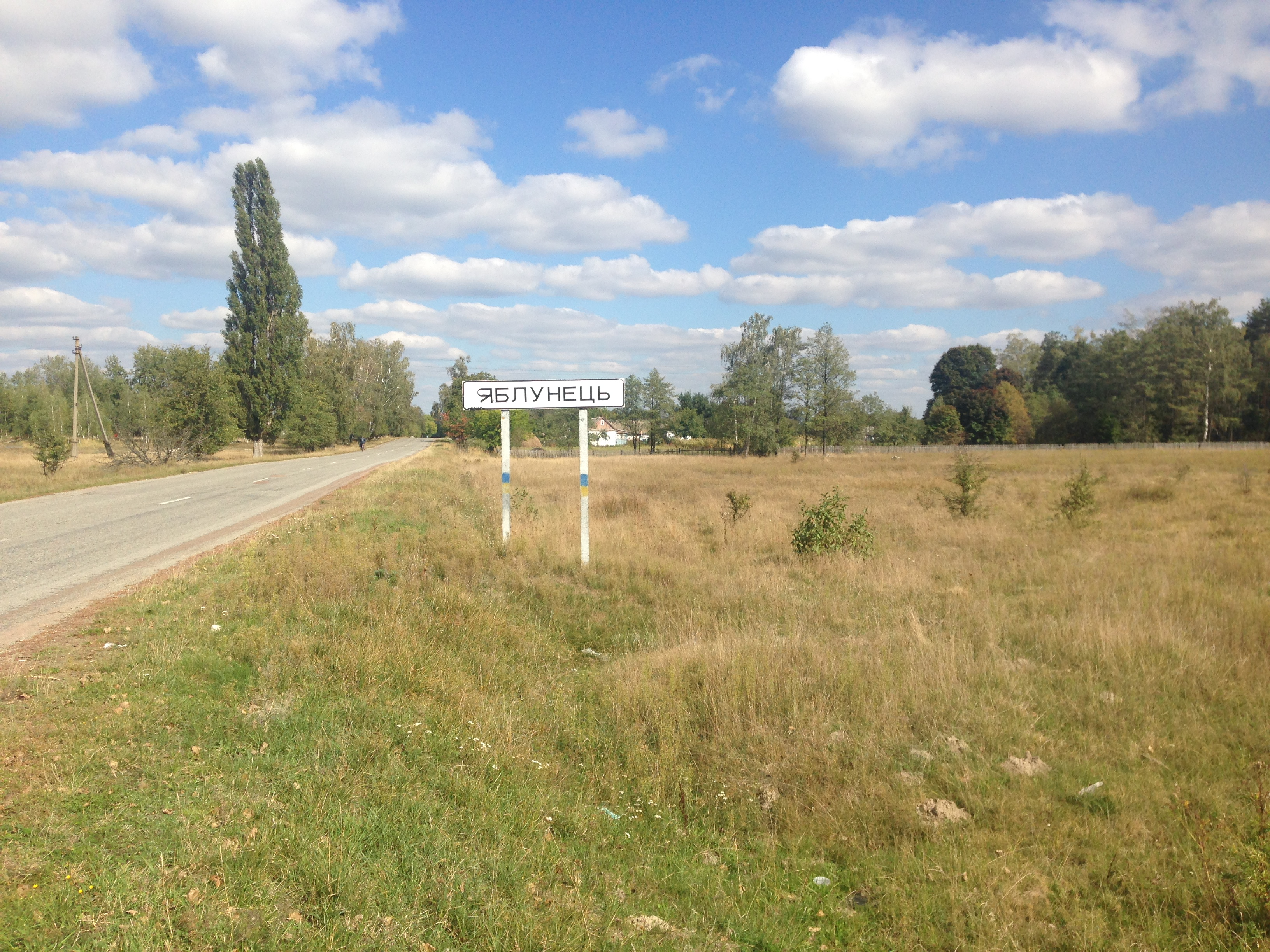
路牌

亞布盧内茨（烏克蘭語：Яблунець），是烏克蘭北部日托米爾州茲維亞赫爾區巴拉希市镇内的市級鎮。始建於1910年，面積1.43平方公里，海拔高度230米，2012年人口1,151，人口密度每平方公里791人。